# Султанов, Фуат Файзрахманович
 Султанов Фуат Файзрахманович  (1928—2003) — физиолог, действительный член Академии Наук Туркменской ССР, почетный академик АН РБ.

## Биография
Султанов Фуат Файзрахманович родился в 1928 году. По образовангию — физиолог.
Работал в Институте физиологии и экспериментальной патологии. Проводил исследования в области физиологии человека и животных в условиях пустыни. Изучал водно-солевой обмен человека, приспособительные реакции сердечно-сосудистой системы.
Султанов Фуат Файзрахманович, доктор медицинских наук, профессор, действительный член Академии Наук Туркменской ССР, вице-президент АН Туркменской ССР, почетный академик АН РБ.
Похоронен на новом кладбище пос. Мурино Всеволожского района Ленинградской области.

## Труды
Автор свыше 300 научных трудов.
Ф. Султанов «Очерки по экспериментальному изучению сосудисто-тканевой проницаемости» (1969 г).
Фуат Файзрахманович Султанов
Валерий Иванович Соболев
Гормональные механизмы температурной адаптации
/ Ф. Ф. Султанов, В. И. Соболев ; Под ред. К. Аманнепесова; АН ТССР, Ин-т физиологии и эксперим. патологии арид. зоны
214,[1] с. ил. 21 см
Ашхабад Ылым 1991
Кровообращение при гипертермии
/ Ф. Ф. Султанов, Б. И. Ткаченко, Г. Ф. Султанов ; Под ред. К. Аманнепесова; АН ТССР, Ин-т физиологии и эксперим. патологии аридной зоны
339,[3] с. ил. 21 см
Ашхабад Ылым 1988

## Награды
Государственная премия Таджикской ССР в области науки и техники (1970 г.) — за работы «Физические механизмы адаптации человека и животных в аридных условиях». Заслуженный деятель науки и техники Туркмении. Награждён орденами Дружбы народов и "Знак Почета".